# Olympische Sommerspiele 1988/Leichtathletik – 200 m (Männer)

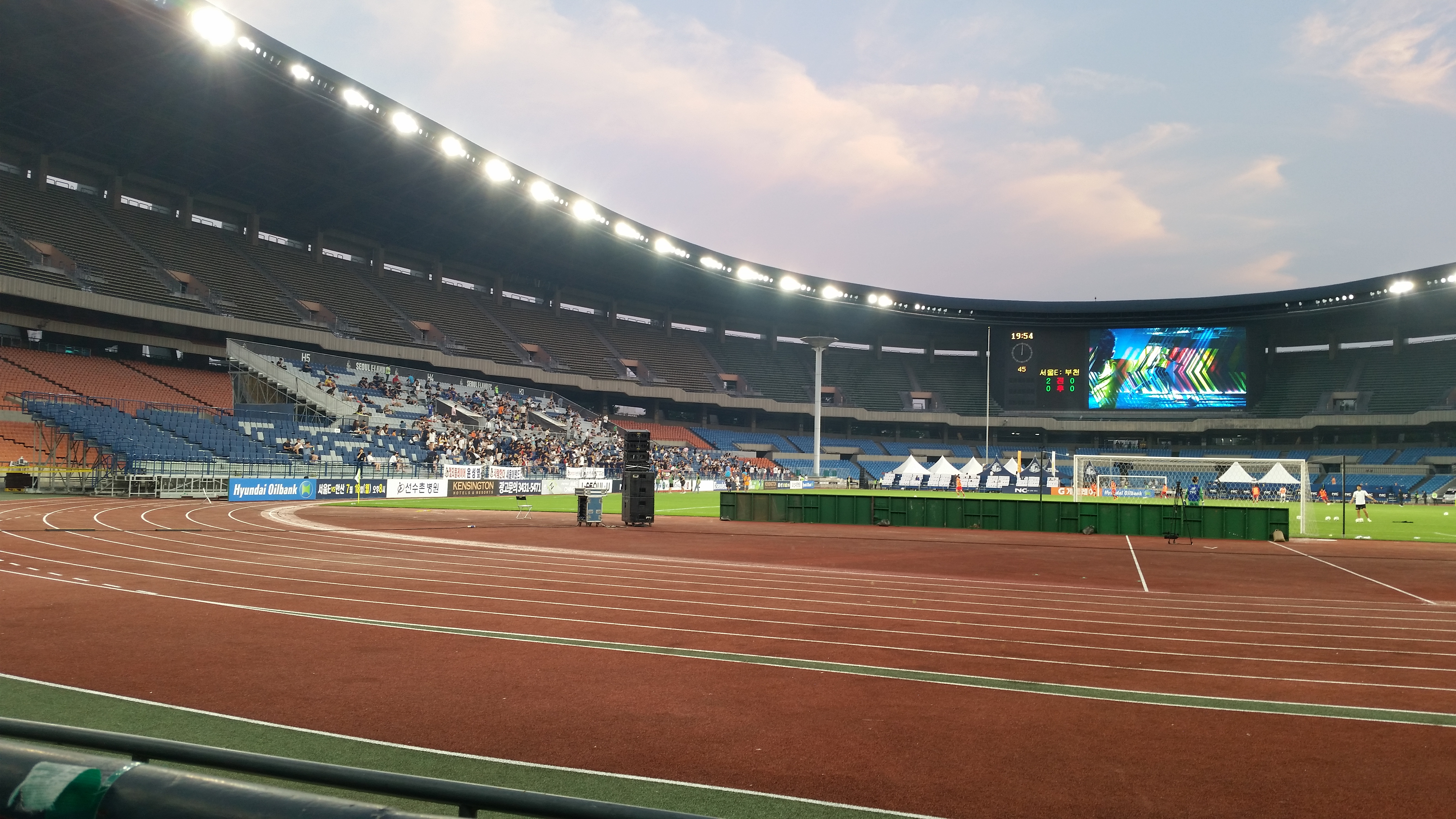
Innenraum des Olympiastadions im Jahr 2016

Der 200-Meter-Lauf der Männer bei den Olympischen Spielen 1988 in Seoul wurde am 26. und 28. September 1988 im Olympiastadion Seoul ausgetragen. 72 Athleten nahmen teil.
Olympiasieger wurde der US-Amerikaner Joe DeLoach. Er gewann vor seinem Landsmann Carl Lewis und dem Brasilianer Robson da Silva.
Für die Bundesrepublik Deutschland gingen Norbert Dobeleit und Ralf Lübke an den Start. Dobeleit schied im Viertelfinale aus, Lübke im Halbfinale.

Der Österreicher Andreas Berger kam nicht über das Viertelfinale hinaus, der Liechtensteiner Markus Büchel schied in der Vorrunde aus

Läufer aus der Schweiz und der DDR nahmen nicht teil.

## Aktuelle Titelträger
| Olympiasieger 1984                      | Carl Lewis ( USA)              | 19,80 s | Los Angeles 1984  |
| Weltmeister 1987                        | Calvin Smith ( USA)            | 20,16 s | Rom 1987          |
| Europameister 1986                      | Wladimir Krylow ( Sowjetunion) | 20,52 s | Stuttgart 1986    |
| Panamerikanischer Meister 1987          | Floyd Heard ( USA)             | 20,25 s | Indianapolis 1987 |
| Zentralamerika und Karibik-Meister 1987 | Clive Wright ( Jamaika)        | 20,64 s | Caracas 1987      |
| Südamerika-Meister 1987                 | Robson da Silva ( Brasilien)   | 21,04 s | São Paulo 1987    |
| Asienmeister 1987                       | Talal Mansour ( Katar)         | 20,71 s | Singapur 1987     |
| Afrikameister 1988                      | Davidson Ezinwa ( Nigeria)     | 20,97 s | Annaba 1988       |

## Rekorde

### Bestehende Rekorde
| Weltrekord         | 19,72 s | Pietro Mennea ( Italien) | Mexiko-Stadt, Mexiko       | 12. September 1972 |
| Olympischer Rekord | 19,80 s | Carl Lewis ( USA)        | Finale OS Los Angeles, USA | 8. August 1984     |

### Rekordverbesserung
Der US-amerikanische Olympiasieger Joe DeLoach verbesserte den bestehenden olympischen Rekord im Finale am 28. September bei einem Rückenwind von 1,7 m/s um fünf Hundertstelsekunden auf 19,75 s. Den Weltrekord verfehlte er um drei Hundertstelsekunden.

## Vorrunde
Datum: 26. September 1988
Die Athleten traten zu insgesamt zehn Vorläufen an. Für das Viertelfinale qualifizierten sich pro Lauf die ersten drei Athleten. Darüber hinaus kamen die zehn Zeitschnellsten, die sogenannten Lucky Loser, weiter. Die direkt qualifizierten Athleten sind hellblau, die Lucky Loser hellgrün unterlegt.

### Vorlauf 1
11:05 Uhr
Wind: −0,9 m/s
| Platz | Name                | Nation              | Zeit    |
| ----- | ------------------- | ------------------- | ------- |
| 1     | Roy Martin          | USA                 | 20,65 s |
| 2     | Michael Rosswess    | Großbritannien      | 20,95 s |
| 3     | Harouna Pale        | Burkina Faso        | 21,33 s |
| 4     | Samuel Nchinda-Kaya | Kamerun             | 21,45 s |
| 5     | Henri Ndinga        | Volksrepublik Kongo | 21,66 s |
| 6     | Fabian Muyaba       | Simbabwe            | 21,66 s |
| 7     | Markus Büchel       | Liechtenstein       | 22,02 s |
| 8     | Mohamed Shah Alam   | Bangladesch         | 22,52 s |

### Vorlauf 2
11:10 Uhr
Wind: +0,3 m/s
| Platz | Name                      | Nation            | Zeit    |
| ----- | ------------------------- | ----------------- | ------- |
| 1     | Gilles Quenéhervé         | Frankreich        | 20,55 s |
| 2     | Kenji Yamauchi            | Japan             | 20,98 s |
| 3     | Iziaq Adeyanju            | Nigeria           | 21,10 s |
| 4     | Jang Jae-keun             | Südkorea          | 21,27 s |
| 5     | Lee Shiunn-long           | Chinesisch Taipeh | 21,53 s |
| 6     | Aouf Abdul Rahman Youssef | Irak              | 21,88 s |
| 7     | Takale Tuna               | Papua-Neuguinea   | 21,95 s |
| 8     | Sahim Saleh Mehdi         | Südjemen          | 22,95 s |

### Vorlauf 3
11:15 Uhr
Wind: −0,5 m/s
| Platz | Name                  | Nation         | Zeit    |
| ----- | --------------------- | -------------- | ------- |
| 1     | Atlee Mahorn          | Kanada         | 20,55 s |
| 2     | Ralf Lübke            | BR Deutschland | 20,81 s |
| 3     | Oliver Daniels        | Liberia        | 21,59 s |
| 4     | Leung Wing Kwong      | Hongkong       | 21,69 s |
| 5     | Sunday Olweny         | Uganda         | 21,79 s |
| 6     | Muhammad Afzal        | Pakistan       | 21,89 s |
| 7     | Mohamed Fahd al-Bishi | Saudi-Arabien  | 22,09 s |

### Vorlauf 4
11:20 Uhr
Wind: +0,8 m/s
| Platz | Name                  | Nation         | Zeit    |
| ----- | --------------------- | -------------- | ------- |
| 1     | John Regis            | Großbritannien | 20,90 s |
| 2     | Clive Wright          | Jamaika        | 20,94 s |
| 3     | Ibrahima Tamba        | Senegal        | 21,68 s |
| 4     | Issa Alassane-Ousséni | Benin          | 21,74 s |
| 5     | Maloni Bole           | Fidschi        | 22,44 s |
| 6     | Claude Roumain        | Haiti          | 22,60 s |
| DNS   | Samuel Birch          | Liberia        |         |

### Vorlauf 5
11:25 Uhr
Wind: −,8 m/s
| Platz | Name            | Nation      | Zeit    |
| ----- | --------------- | ----------- | ------- |
| 1     | Joe DeLoach     | USA         | 20,98 s |
| 2     | Mark Garner     | Australien  | 21,09 s |
| 3     | Edgardo Guilbe  | Puerto Rico | 21,09 s |
| 4     | Andreas Berger  | Österreich  | 21,29 s |
| 5     | Henrico Atkins  | Barbados    | 21,98 s |
| 6     | Robert Loua     | Guinea      | 22,78 s |
| DNS   | Simon Kipkemboi | Kenia       |         |

### Vorlauf 6
11:30 Uhr
Wind: ±0,0 m/s
| Platz | Name                      | Nation                         | Zeit    |
| ----- | ------------------------- | ------------------------------ | ------- |
| 1     | Kennedy Ondiek            | Kenia                          | 20,79 s |
| 2     | Troy Douglas              | Bermuda                        | 20,91 s |
| 3     | Attila Kovács             | Ungarn                         | 20,98 s |
| 4     | Pietro Mennea             | Italien                        | 21,10 s |
| 5     | Lindel Hodge              | Britische Jungferninseln       | 21,78 s |
| 6     | Abdullah Salem al-Khalidi | Oman                           | 21,82 s |
| 7     | André François            | St. Vincent und die Grenadinen | 21,88 s |
| 8     | Ismail Asif Waheed        | Malediven                      | 23,17 s |

### Vorlauf 7
11:35 Uhr
Wind: −0,3 m/s
| Platz | Name              | Nation         | Zeit    |
| ----- | ----------------- | -------------- | ------- |
| 1     | Linford Christie  | Großbritannien | 21,05 s |
| 2     | Bruno Marie-Rose  | Frankreich     | 21,11 s |
| 3     | Courtney Brown    | Kanada         | 21,45 s |
| 4     | Luís Filipe Cunha | Portugal       | 21,72 s |
| 5     | Carlos Moreno     | Chile          | 22,13 s |
| 6     | Odiya Silweya     | Malawi         | 22,24 s |
| 7     | Peauope Suli      | Tonga          | 22,49 s |
| DNS   | Boevi Lawson      | Togo           |         |

### Vorlauf 8
11:40 Uhr
Wind: −0,7 m/s
| Platz | Name               | Nation              | Zeit    |
| ----- | ------------------ | ------------------- | ------- |
| 1     | Cyprian Enweani    | Kanada              | 20,65 s |
| 2     | Daniel Sangouma    | Frankreich          | 20,70 s |
| 3     | Patrick Stevens    | Belgien             | 20,84 s |
| 4     | Norbert Dobeleit   | BR Deutschland      | 20,86 s |
| 5     | Li Feng            | Volksrepublik China | 21,33 s |
| 6     | Ousmane Diarra     | Mali                | 21,55 s |
| 7     | Abdullah Ali Ahmed | Libyen              | 22,11 s |
| 8     | Nguyễn Đình Minh   | Vietnam             | 22,65 s |

### Vorlauf 9
11:45 Uhr
Wind: +0,6 m/s
| Platz | Name               | Nation                       | Zeit    |
| ----- | ------------------ | ---------------------------- | ------- |
| 1     | Robson da Silva    | Brasilien                    | 21,12 s |
| 2     | Luís Barroso       | Portugal                     | 21,31 s |
| 3     | Jimmy Flemming     | Amerikanische Jungferninseln | 21,33 s |
| 4     | Alexandre Yougbare | Burkina Faso                 | 22,14 s |
| 5     | Gustavo Envela     | Äquatorialguinea             | 22,33 s |
| 6     | Benny Kgarametso   | Botswana                     | 22,79 s |
| DSQ   | Arménio Fernandes  | Angola                       |         |

### Vorlauf 10
11:50 Uhr
Wind: +1,7 m/s
| Platz | Name                 | Nation              | Zeit    |
| ----- | -------------------- | ------------------- | ------- |
| 1     | Stefano Tilli        | Italien             | 20,68 s |
| 2     | Carl Lewis           | USA                 | 20,72 s |
| 3     | Olapade Adeniken     | Nigeria             | 20,77 s |
| 4     | John Myles-Mills     | Ghana               | 21,04 s |
| 5     | Mustapha Kamel Selmi | Algerien            | 21,24 s |
| 6     | Howard Lindsay       | Antigua und Barbuda | 21,78 s |
| 7     | Jerry Jeremiah       | Vanuatu             | 22,01s  |

## Viertelfinale
Datum: 26. September 1988
Für das Halbfinale qualifizierten sich in den fünf Läufen die jeweils ersten drei Athleten. Darüber hinaus kamen der Zeitschnellste, der sogenannte Lucky Loser, weiter. Die direkt qualifizierten Athleten sind hellblau, der Lucky Loser hellgrün unterlegt.

### Lauf 1
14:00 Uhr
Wind: +1,7 m/s
| Platz | Name                 | Nation                       | Zeit    |
| ----- | -------------------- | ---------------------------- | ------- |
| 1     | Carl Lewis           | USA                          | 20,57 s |
| 2     | John Regis           | Großbritannien               | 20,61 s |
| 3     | Cyprian Enweani      | Kanada                       | 20,62 s |
| 4     | Edgardo Guilbe       | Puerto Rico                  | 20,73 s |
| 5     | Kenji Yamauchi       | Japan                        | 20,94 s |
| 6     | Jimmy Flemming       | Amerikanische Jungferninseln | 21,23 s |
| 7     | Mustapha Kamel Selmi | Algerien                     | 21,26 s |
| 8     | Ousmane Diarra       | Mali                         | 21,46 s |

### Lauf 2

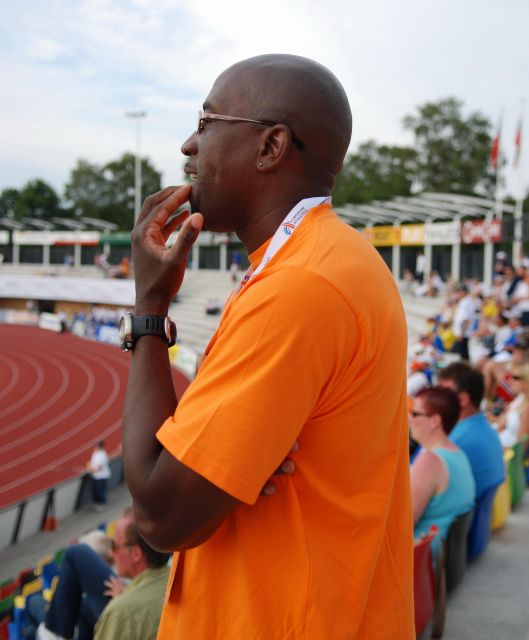
Troy Douglas – ausgeschieden als Achter des zweiten Halbfinals

Pietro Mennea, Olympiasieger von 1980, trat zu seinem Viertelfinalrennen nicht an

14:05 Uhr
Wind: +1,1 m/s
| Platz | Name             | Nation            | Zeit    |
| ----- | ---------------- | ----------------- | ------- |
| 1     | Bruno Marie-Rose | Frankreich        | 20,48 s |
| 2     | Roy Martin       | USA               | 20,54 s |
| 3     | Troy Douglas     | Bermuda           | 20,70 s |
| 4     | Kennedy Ondiek   | Kenia             | 20,79 s |
| 5     | Attila Kovács    | Ungarn            | 21,19 s |
| 6     | Lee Shiunn-long  | Chinesisch Taipeh | 21,34 s |
| 7     | Harouna Pale     | Burkina Faso      | 21,35 s |
| DNS   | Pietro Mennea    | Italien           |         |

### Lauf 3
14:10 Uhr
Wind: −0,4 m/s
| Platz | Name             | Nation         | Zeit    |
| ----- | ---------------- | -------------- | ------- |
| 1     | Linford Christie | Großbritannien | 20,49 s |
| 2     | Atlee Mahorn     | Kanada         | 20,59 s |
| 3     | Ralf Lübke       | BR Deutschland | 20,80 s |
| 4     | Luís Barroso     | Portugal       | 20,81 s |
| 5     | Patrick Stevens  | Belgien        | 20,94 s |
| 6     | John Myles-Mills | Ghana          | 20,95 s |
| 7     | Andreas Berger   | Österreich     | 21,40 s |
| 8     | Ibrahima Tamba   | Senegal        | 21,93 s |

### Lauf 4
14:15 Uhr
Wind: −0,2 m/s
| Platz | Name              | Nation              | Zeit    |
| ----- | ----------------- | ------------------- | ------- |
| 1     | Joe DeLoach       | USA                 | 20,56 s |
| 2     | Gilles Quenéhervé | Frankreich          | 20,77 s |
| 3     | Olapade Adeniken  | Nigeria             | 20,92 s |
| 4     | Norbert Dobeleit  | BR Deutschland      | 20,98 s |
| 5     | Mark Garner       | Australien          | 21,08 s |
| 6     | Jang Jae-keun     | Südkorea            | 21,35 s |
| 7     | Li Feng           | Volksrepublik China | 21,38 s |
| 8     | Oliver Daniels    | Liberia             | 22,25 s |

### Lauf 5
14:20 Uhr
Wind: −0,3 m/s
| Platz | Name                | Nation         | Zeit    |
| ----- | ------------------- | -------------- | ------- |
| 1     | Robson da Silva     | Brasilien      | 20,41 s |
| 2     | Stefano Tilli       | Italien        | 20,67 s |
| 3     | Michael Rosswess    | Großbritannien | 20,74 s |
| 4     | Daniel Sangouma     | Frankreich     | 20,81 s |
| 5     | Clive Wright        | Jamaika        | 20,87 s |
| 6     | Iziaq Adeyanju      | Nigeria        | 21,01 s |
| 7     | Courtney Brown      | Kanada         | 21,18 s |
| 8     | Samuel Nchinda-Kaya | Kamerun        | 21,39 s |

## Halbfinale
Datum: 28. September 1988
Für das Finale qualifizierten sich in den beiden Läufen die jeweils ersten vier Athleten (hellblau unterlegt).

### Lauf 1

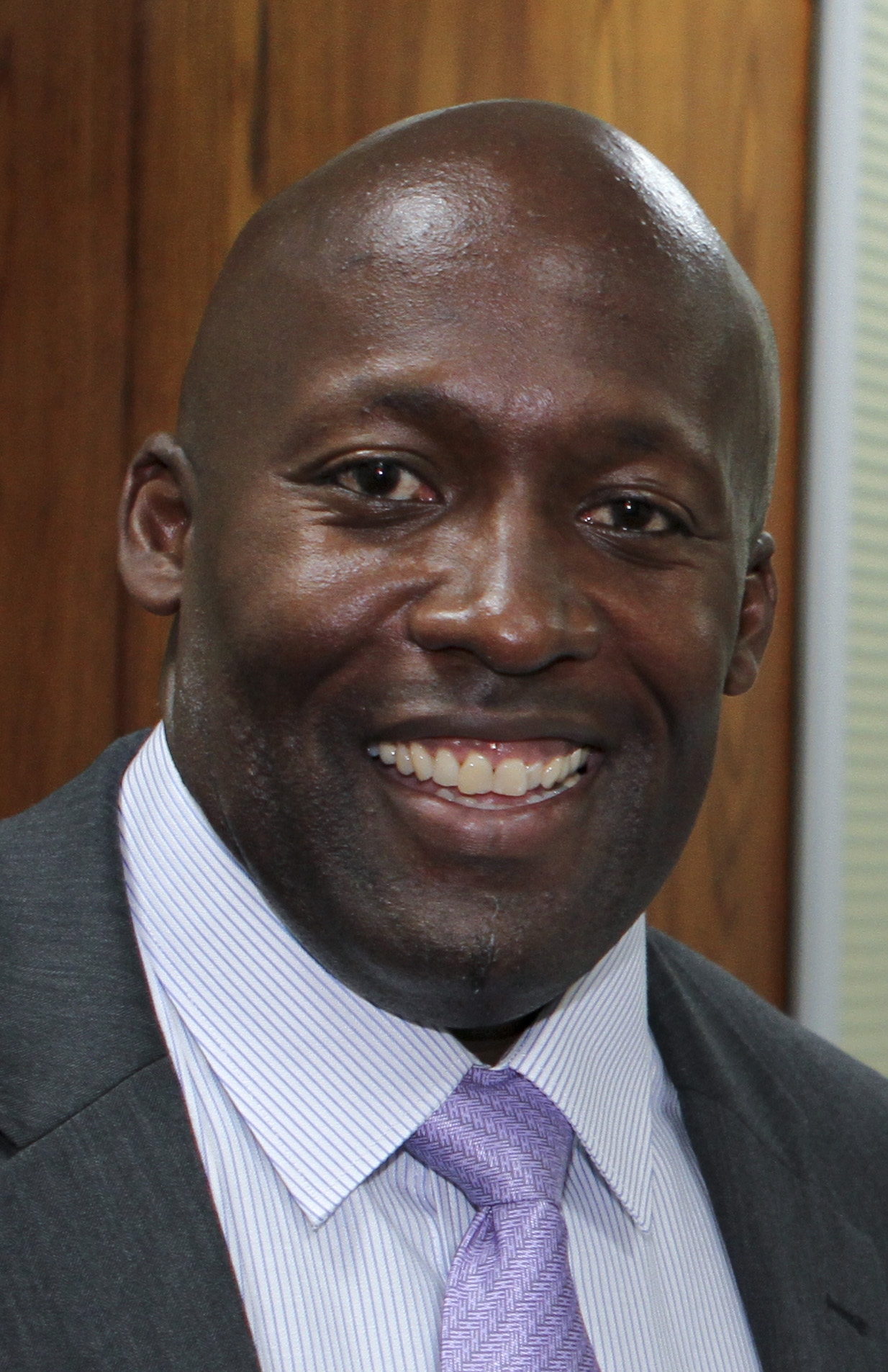
John Regis (Foto: 2012) – ausgeschieden als Siebter des ersten Halbfinals

13:40 Uhr
Wind: +1,5 m/s
| Platz | Name              | Nation         | Zeit    |
| ----- | ----------------- | -------------- | ------- |
| 1     | Carl Lewis        | USA            | 20,23 s |
| 2     | Robson da Silva   | Brasilien      | 20,28 s |
| 3     | Atlee Mahorn      | Kanada         | 20,43 s |
| 4     | Gilles Quenéhervé | Frankreich     | 20,54 s |
| 5     | Stefano Tilli     | Italien        | 20,59 s |
| 6     | Roy Martin        | USA            | 20,62 s |
| 7     | John Regis        | Großbritannien | 20,69 s |
| 8     | Ralf Lübke        | BR Deutschland | 21,23 s |

### Lauf 2
13:45 Uhr
Wind: +1,6 m/s
| Platz | Name             | Nation         | Zeit    |
| ----- | ---------------- | -------------- | ------- |
| 1     | Joe DeLoach      | USA            | 20,06 s |
| 2     | Linford Christie | Großbritannien | 20,33 s |
| 3     | Bruno Marie-Rose | Frankreich     | 20,50 s |
| 4     | Michael Rosswess | Großbritannien | 20,51 s |
| 5     | Cyprian Enweani  | Kanada         | 20,57 s |
| 6     | Olapade Adeniken | Nigeria        | 20,67 s |
| 7     | Edgardo Guilbe   | Puerto Rico    | 20,77 s |
| 8     | Troy Douglas     | Bermuda        | 20,84 s |

## Finale

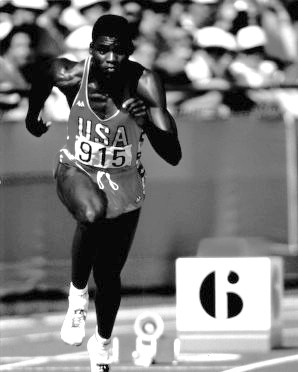
Carl Lewis – im Finale um vier Hundertstelsekunden geschlagen

Datum: 28. September 1988, 16:00 Uhr
Wind: +1,7 m/s
| Platz | Name              | Nation         | Zeit    | Anmerkung |
| ----- | ----------------- | -------------- | ------- | --------- |
| 1     | Joe DeLoach       | USA            | 19,75 s | OR        |
| 2     | Carl Lewis        | USA            | 19,79 s |           |
| 3     | Robson da Silva   | Brasilien      | 20,04 s |           |
| 4     | Linford Christie  | Großbritannien | 20,09 s |           |
| 5     | Atlee Mahorn      | Kanada         | 20,39 s |           |
| 6     | Gilles Quenéhervé | Frankreich     | 20,40 s |           |
| 7     | Michael Rosswess  | Großbritannien | 20,51 s |           |
| 8     | Bruno Marie-Rose  | Frankreich     | 20,58 s |           |

Für das Finale hatten sich zwei US-Läufer sowie zwei Briten und zwei Franzosen qualifiziert. Komplettiert wurde das Starterfeld durch einen Kanadier und einen Brasilianer.
Der Olympiasieger von 1984 Carl Lewis und der Gewinner der US-Olympiaausscheidungen Joe DeLoach waren die Favoriten für dieses Rennen.
Das Finale wurde wie erwartet zu einem Duell zwischen DeLoach und Lewis. Nach Hälfte der Strecke lag Lewis mit hauchdünnem Vorsprung vor DeLoach an der Spitze, knapp dahinter folgten der Brasilianer Robson da Silva und der Brite Linford Christie. Auf den nächsten Metern vergrößerte Lewis seinen Vorsprung zunächst sogar leicht, aber zum Schluss kam Joe DeLoach auf. Er hatte das bessere Stehvermögen und wurde Olympiasieger. Mit 19,75 s lief er einen neuen Olympiarekord. Mit dieser Zeit deutlich unter zwanzig Sekunden schaffte er sich einen Platz weit vorne in der ewigen Bestenliste des 200-Meter-Laufs. Nur vier Hundertstelsekunden hinter ihm gewann Carl Lewis die Silbermedaille. Auch im Kampf um Bronze ging es äußerst eng zu. In 20,04 s setzte sich Robson da Silva mit fünf Hundertstelsekunden Vorsprung gegen Linford Christie durch. Fünfter wurde der Kanadier Atlee Mahorn, der Franzose Gilles Quenéhervé kam eine Hundertstelsekunde dahinter auf Rang sechs.
Im zwanzigsten olympischen Finale gewann Joe DeLoach die vierzehnte US-Goldmedaille. Zugleich war es der zwölfte Doppelsieg der USA.

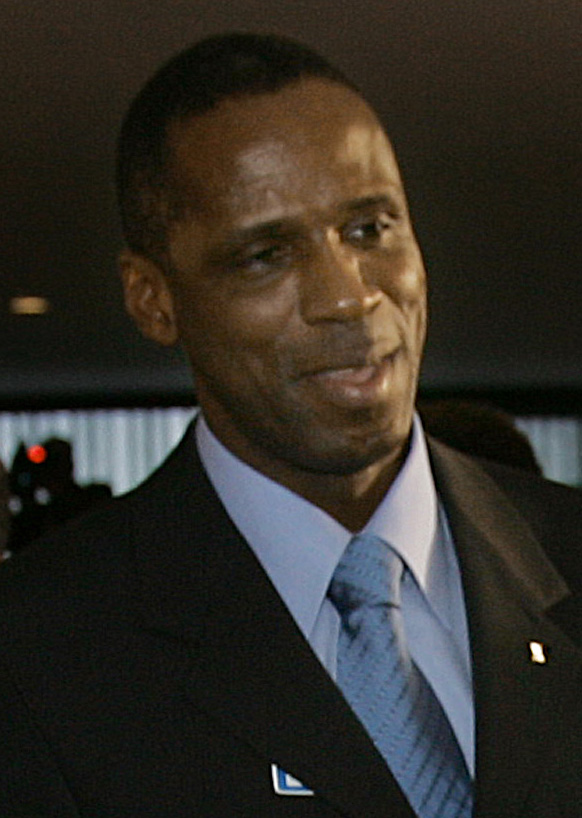
Bronzemedaillengewinner Robson da Silva im Jahr 2005
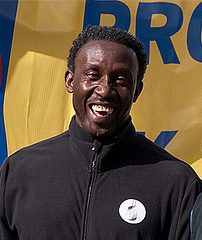
Linford Christie – Silber über 100 und Rang vier über 200 Meter

## Videolinks
- 1988 Olympics Men's 200m final, youtube.com, abgerufen am 23. November 2021
- Men's 200m Final at Seoul Olympics in 1988, youtube.com, abgerufen am 22. Januar 2018